# Estación Don Torcuato
Don Torcuato es una estación ferroviaria ubicada en la localidad homónima, en el partido de Tigre, Provincia de Buenos Aires, Argentina.

## Servicios
Es una estación intermedia del servicio diesel metropolitano que se presta entre las estaciones Retiro y Villa Rosa.

## Historia
Esta estación pertenecía al Ferrocarril Central Córdoba Extensión a Buenos Aires, y fue fundada en 1909.

### Toponimia
Toma su nombre del padre del expresidente argentino Marcelo Torcuato de Alvear (4 de octubre de 1868 en Buenos Aires - 23 de marzo de 1942 en Don Torcuato, Buenos Aires), Torcuato Antonio de Alvear y Sáenz de la Quintanilla (Montevideo, Uruguay, 21 de abril de 1822 - Buenos Aires, Argentina, 8 de diciembre de 1890), primer intendente de Buenos Aires.